# Jürgen Kellig
Jürgen Kellig (* 23. April 1953 in Berlin) ist ein in Berlin lebender bildender Künstler und Grafikdesigner.

## Leben und Wirken
In den Jahren 1976 bis 1985 reiste Jürgen Kellig durch Asien, Afrika und Nordamerika, bis er sich 1995 als Bildender Künstler der Malerei, der Zeichnung und der Fotografie verschrieb. Er erhielt diverse Arbeitsstipendien und Projektförderungen. Die Senatsverwaltung Berlin zeichnete die Arbeit von Jürgen Kellig 2005 mit einem Atelierstipendium aus. Im selben Jahr eröffnete er in Berlin-Wilmersdorf sein Atelier 399 im Atelierhaus Sigmaringer1art.
2017 erhielt er den Benninghauspreis, den Kunstpreis des Verein Berliner Künstler.
Im Arbeitsprozess betrachtet und bearbeitet Jürgen Kellig seine Werke, bis aus der im künstlerischen Prozess wachsenden Struktur aus einzelnen Strichen, Linien, flächigen Punkten das Bild entsteht. Überlagerungen, feine Verästelungen, lose und engmaschige Vernetzungen sollen auf seinen Bildern einen Weg zu Mikro- und Makrostrukturen weisen, die sich modellhaft und doch autonom zu immer neuen Reihungen und Clustern zusammenführen lassen. Im zeichnerischen Prozess findet er Parallelen und legt sie als Spuren auf weiße Flächen. Seine bevorzugtes Mittel ist zumeist Tusche (Pinsel oder Feder) auf Papier.
Im Frühjahr 2013 rief seine Kollegin, die bildende Künstlerin Jutta Barth, die Berliner Künstlergruppe connex_berlin ins Leben. Zu dieser Künstlergruppe gehören die Gründerin, Siegrid Müller-Holtz, Annette Polzer und Jürgen Kellig. Mit Malerei, Zeichnung, Fotografie, Assemblage und Objekten, umfassen die Arbeiten der Gruppe in den gemeinsamen Ausstellungen ein breites Spektrum zeitgenössischer abstrakter Kunst.

## Ausstellungen und Werke (Auszug ab 2010)
- 2017: Galerie VBK, Preisträgerausstellung, Benninghauspreis (E) (K)
- 2017: Galerie Artae, Leipzig, (Partituren) (E)
- 2016;: Kommunale Galerie Berlin (3 Tage Kunst) (K)
- 2016: Kunstverein Burgwedel / Isernhagen (connex_berlin)
- 2016: ECC Toscana Halle, Berlin (Konkret-Dialogisch, mit Petra Tödter)
- 2016: Kommunale Galerie Berlin (MIKADO)(K)
- 2015: Galerie Artae, Leipzig (Innere Strukturen, m. Bettina Lüdicke)
- 2015: Exhibeo-Galerie, Berlin (DIS ORDERS)(E)
- 2015: Change-Exchange-15, Koreanisches Kulturinstitut, Berlin (K)
- 2014: Kunstverein-Kulmbach (Netzwerk-Network) (K)
- 2014: 2. Biennale -Change-Exchange-14, Yang Pyong Museum, Seoul, Südkorea (K)
- 2014: Galerie Inga Kondeyne, Berlin (Paarlauf)
- 2014: Galerie Artae, Leipzig (Chaos und Ordnung) (E)
- 2013: Contemporary Art Ruhr (C.A.R), Essen, mit Galerie Artae, Leipzig
- 2013: Kommunale Galerie Berlin, Künstlermesse (K)
- 2013: Cologne Paper Art, Köln (K)
- 2012: Musée Archéologique (Salon d’Arts Actuels), Magny-en-Vexin, Frankreich
- 2012: Galerie Artae, Leipzig (J.K.- Malerei und Zeichnung) (E)
- 2012: Galerie VBK (-Freiflächen- m. Barth, Lüdicke, Müller-Holtz, Polzer, Ruoff)
- 2011: Galerie ABAKUS, Berlin (4 × Zeichnung – m. A.Pehle, P.Schmidt,J.Schneider)
- 2011: Galerie Artae, Leipzig (- Vorsätzliche Verstrickungen- mit Alexandra Karrasch)
- 2010: Galeria Sztuki Wspolczesnej, Opole, Polen (-Korrespondecja-)(K)
- 2010: Kunsthalle Villa Kobe, Halle/Saale (-Mutterboden-)
- 2010: Große Kunstausstellung Nürnberg (-Teile des Ganzen-)

## Auszeichnungen (Auszug)
- 2017: Benninghauspreis – Kunstpreis des Verein Berliner Künstler
- 2005: Atelierstipendium der Senatsverwaltung Kultur, Berlin
- 1998/2000: Arbeitsstipendien der Thüringischen Sommerakademie
- 1999: Projektförderung durch die Käthe-Dorsch-Stiftung (Katalog)

## Mitgliedschaften und regelmäßige Veröffentlichungen
- seit 1997: Mitglied im  Berufsverband Bildender Künstler Berlin (BBK)
- seit 2007: Mitglied im VBK, Verein Berliner Künstler (VBK), Vorstandsmitglied 2008–2012
- seit 2013: Gruppe connex_berlin
- seit 2016: Gruppe Berliner Grafikkalender www.berliner.grafikkalender.de